# Medina nigriventris
Medina nigriventris là một loài ruồi trong họ Tachinidae.